# Lista de bandeiras moçambicanas
A seguir esta uma lista de bandeiras do Moçambique.

## Bandeira nacional e bandeira do estado
| Bandeira | Data          | Uso                                    | Descrição |
| -------- | ------------- | -------------------------------------- | --- |
|          | 1983–presente | Bandeira nacional e popa de Moçambique | Um tricolor horizontal de verde, preto e dourado com fimbriações brancas e um triângulo isósceles vermelho na talha. O triângulo é carregado com uma estrela dourada de cinco pontas que tem acima dela um AK-47 atravessado por uma enxada, sobreposto a um livro aberto. |

## Bandeira do governo
| Bandeira      | Data          | Uso                                  | Descrição                                                                                |
| Atualmente    | Atualmente    | Atualmente                           | Atualmente                                                                               |
| ------------- | ------------- | ------------------------------------ | ---------------------------------------------------------------------------------------- |
|               | 1990–presente | Bandeira do presidente de Moçambique | O emblema de Moçambique dentro de um círculo branco em um campo vermelho.                |
| Anteriormente |               |                                      |                                                                                          |
|               | 1933-1975     | Bandeira do Governador de Moçambique | Duas linhas verticais verdes com o Emblema de Portugal sobre uma cruz da Ordem de Cristo |

## Bandeiras militares
| Bandeira | Data          | Uso                                                 | Descrição |
| -------- | ------------- | --------------------------------------------------- | --------- |
|          | 1990–presente | Bandeira das Forças Armadas de Defesa de Moçambique |           |
|          | 1990–presente | Bandeira da Força Aérea Moçambicana                 |           |

## Bandeiras de partidos políticos
| Bandeira      | Data           | Uso                                                             | Descrição |
| Atualmente    | Atualmente     | Atualmente                                                      | Atualmente |
| ------------- | -------------- | --------------------------------------------------------------- | --- |
|               | 2004-presente  | Bandeira da Frente de Libertação de Moçambique                  | O emblema da FRELIMO no canto de um campo vermelho. |
|               | ???? -presente | Bandeira da Resisência Nacional Moçambicana                     | Uma bandeira tricolor horizontal de azul, vermelho com bordas brancas e preto, com um quadrado branco que vai do canto superior esquerdo até a segunda linha branca que exibe o emblema da Resistência Nacional Moçambicana.                                      |
|               | 2018-presente  | Bandeira do Partido Otimista pelo Desenvolvimento de Moçambique | Duas faixas horizontais iguais de vermelho e verde com uma faixa branca vertical do mesmo tamanho no lado do guincho |
|               | ???? -presente | Bandeira do PDM                                                 | Um triângulo isósceles branco com o lado do mastro apontado para o lado da mosca dividido em dois triângulos retângulos onde o triângulo superior é vermelho e o triângulo inferior é verde com o emblema do Podemos centralizado no lado do mastro do triângulo. |
| Anteriormente |                |                                                                 | |
|               | 1974-1975      | Primeira bandeira da Frente de Libertação de Moçambique         | |
|               | 1997-2004      | Segunda bandeira da Frente de Libertação de Moçambique          | Um campo vermelho com uma enxada amarela e um martelo com uma estrela no topo sendo exibido no canto superior esquerdo |
|               | 1960-1962      | Bandeira da União Democrática Nacional de Moçambique            | |

## Bandeiras da cidade
| Bandeira      | Data          | Uso                                              | Descrição                                                                                      |
| ------------- | ------------- | ------------------------------------------------ | ---------------------------------------------------------------------------------------------- |
|               | 1975-presente | Bandeira de Maputo                               | O emblema de Maputo no centro de um campo verde claro com linha amarela em fundo verde escuro. |
| Anteriormente |               |                                                  |                                                                                                |
|               | 1962-1975     | Bandeira de Lourenço Marques (atualmente Maputo) | Girolamo quadrado amarelo e verde carregado com as armas de Lourenço Marques.                  |
|               | 1??? -1962    | Bandeira de Lourenço Marques (atualmente Maputo) | Campo verde quadrado carregado com as armas de Lourenço Marques.                               |

## Bandeiras históricas
| Bandeira                                         | Data                                             | Uso                                              | Descrição                                                                          |
| Período pré-independência (colonial) (1505-1975) | Período pré-independência (colonial) (1505-1975) | Período pré-independência (colonial) (1505-1975) | Período pré-independência (colonial) (1505-1975)                                   |
| ------------------------------------------------ | ------------------------------------------------ | ------------------------------------------------ | ---------------------------------------------------------------------------------- |
|                                                  | 1505-1521                                        | Bandeira colonial do Moçambique portuguesa       | O escudo de Portugal com uma coroa sobre um quadrado branco                        |
|                                                  | 1521-1578                                        | Bandeira colonial                                | O escudo de Portugal com uma coroa sobre uma bandeira branca                       |
|                                                  | 1578-1640                                        | Bandeira colonial                                | O escudo de Portugal com uma coroa sobre uma bandeira branca                       |
|                                                  | 1640-1667                                        | Bandeira colonial                                | O escudo de Portugal com uma coroa sobre uma bandeira branca                       |
|                                                  | 1667-1707                                        | Bandeira colonial                                | O escudo de Portugal com uma coroa sobre uma bandeira branca                       |
|                                                  | 1707-1816                                        | Bandeira colonial                                | O escudo de Portugal com uma coroa sobre uma bandeira branca                       |
|                                                  | 1707-1816                                        | Bandeira colonial                                | O escudo de Portugal com uma coroa sobre uma bandeira branca                       |
|                                                  | 1707-1816                                        | Bandeira colonial                                | O escudo de Portugal com uma coroa sobre uma bandeira branca                       |
|                                                  | 1816-1826                                        | Bandeira colonial                                | O brasão de armas de Portugal sobre uma bandeira branca                            |
|                                                  | 1826-1834                                        | Bandeira colonial                                | O escudo de Portugal com uma coroa sobre uma bandeira branca                       |
|                                                  | 1834-1910                                        | Bandeira colonial                                | O escudo de Portugal com uma coroa sobre uma bandeira bicolor azul-branca          |
|                                                  | 1911-1975                                        | Bandeira colonial                                | Armas nacionais de Portugal sobre uma bandeira verde-vermelha bicolor              |
|                                                  | 1932                                             | Proposta de bandeira colonial                    |                                                                                    |
|                                                  | 1965                                             | Proposta de bandeira colonial                    | A bandeira de Portugal com os braços da colónia no canto inferior esquerdo         |
| Pós-independência (1975-presente)                |                                                  |                                                  |                                                                                    |
|                                                  | 1974-1975                                        | Primeira bandeira de Moçambique                  |                                                                                    |
|                                                  | 1975-1983                                        | Segunda bandeira de Moçambique                   |                                                                                    |
|                                                  | Abril de 1983 - 1 de Maio de 1983                | Terceira bandeira de Moçambique                  |                                                                                    |
|                                                  | 1975-1983                                        | Bandeira presidencial                            | Emblema de Moçambique (1975-1983) dentro de um círculo branco em um campo vermelho |
|                                                  | 1983-1990                                        | Bandeira presidencial                            | Emblema de Moçambique (1983-1990) dentro de um círculo branco em um campo vermelho |